# Миомантия
Миомантия (от греч. mys — мышь, и manteia — гадание) — способ гадания, основанный на истолковании аспектов поведения мышей и крыс (издаваемых ими звуков, причинённых разрушений и т. д.) в качестве пророческих знаков. Как правило, массовое появление в каком-то месте мышей и крыс или их бегство связаны с распространением чумы, голода или войны. Например, у славян в начале весны мыши, бегающие по полям, истолковывались как предвестники неурожая.
По свидетельствам древних историков, миомантия была распространена в древнем Риме. Элиан Тактик (жил на рубеже I—II вв. н. э.) в своей книге «Пёстрые рассказы» упоминает, что Фабию Максиму было достаточно пронзительного крика одной мыши для сложения с себя диктаторского достоинства. Марк Теренций Варрон заявлял, что Кассий Фламиний из-за подобного предсказания сложил с себя звание начальника римской конницы. По свидетельству Плутарха, неприятные следствия последнего похода М.Марцелла выводили, исходя из того, что в римском храме Юпитера крысы изгрызли золото.